# Effet militaire
Le terme d'effet militaire désigne une pièce de vêtement ou d'équipement individuel - buffleterie, havresac, .. - constitutif de l'uniforme et de l'impedimenta  du soldat, à l'exclusion de l'armement.
Il est devenu d'un usage courant à partir du XVIIe siècle avec l'apparition des armées « modernes », la guerre de Trente Ans voyant la fin des armées « privées » de mercenaires - dont l'équipement et les tenues disparates étaient constitués aux frais du combattant ou financés par les caisses privées des princes et des « seigneurs de guerre » professionnels, « propriétaires » des troupes - et la naissance d' « armées nationales de métier », habillées d'effets distinctifs et uniformes standardisés et équipées de même aux frais des souverains et des états nationaux.

## Inventaire des effets militaires
- Coiffures
- Effets vestimentaires et protections corporelles
- Équipement individuel : buffleterie (ou buffeterie)
- Cordonnerie